# Bethany Dillon

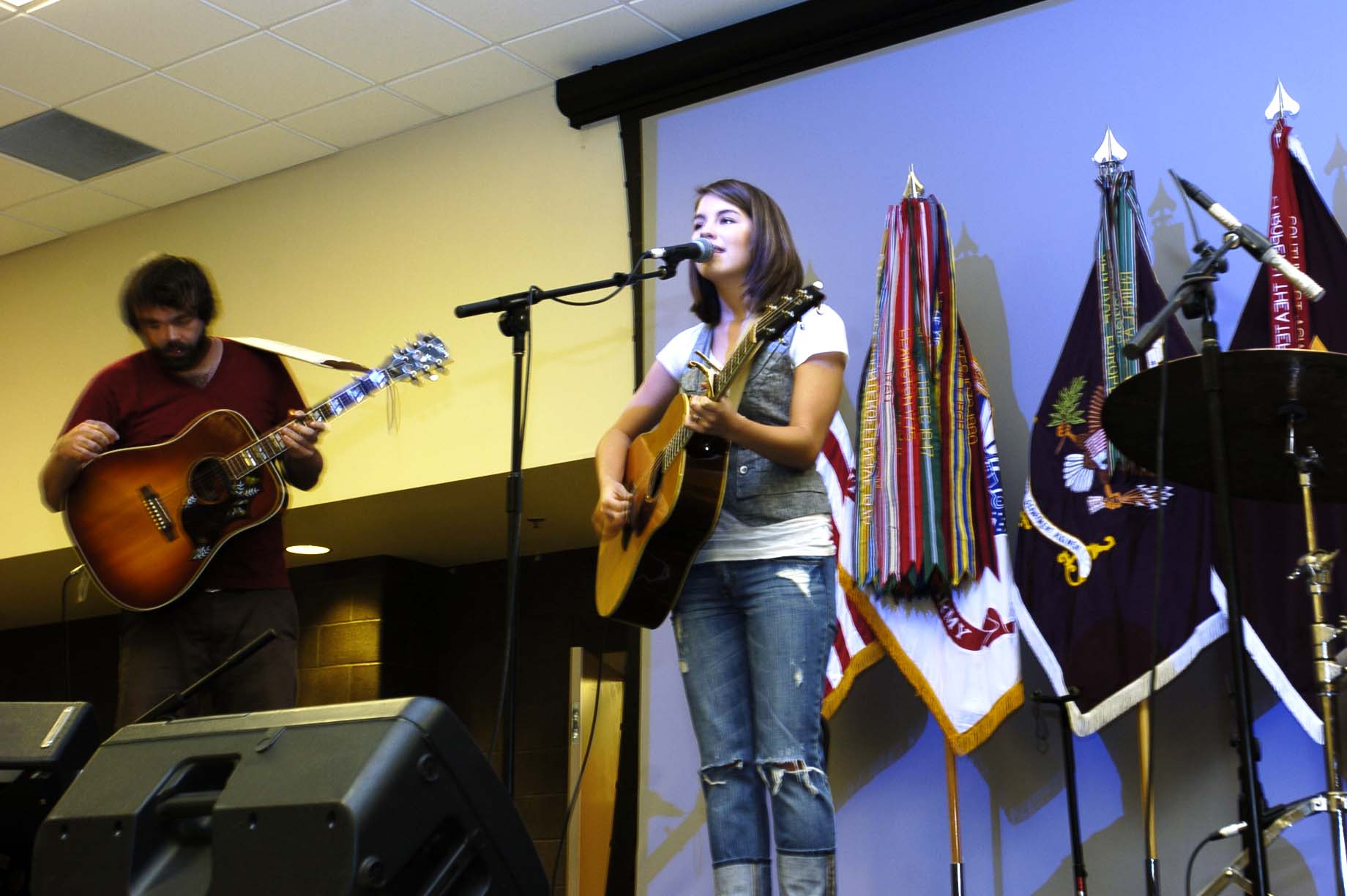
Bethany Dillon (2009)

Bethany Dillon (* 22. September 1988 in Bellefontaine, Ohio, USA; eigentlich Bethany Adelsberger) ist eine Sängerin, Gitarristin und Komponistin aus dem Bereich der christlichen Popmusik. Am 29. März 2008 heiratete sie den Musiker Shane Barnard (von Shane & Shane) und veröffentlicht seitdem ihre Musik auch unter dem Namen Bethany Barnard.

## Leben
Bethany Dillon wurde als drittes Kind von Bill und Tina Adelsberger in Bellefontaine, Ohio, USA geboren. Sie hat eine ältere Schwester und einen älteren Bruder und vier jüngere Brüder. Ihre Schwester ist verheiratet mit Shawn McDonald, einem christlichen Sänger und Liedautor.
Dillons musikalische Karriere begann im Alter von 13 Jahren, als sie ein „independent“-Album namens Vulnerable aufnahm, das die Aufmerksamkeit des Sparrow/EMI-Produzenten Brad O’Donnell auf sich zog.
Ihr Debüt-Album Bethany Dillon wurde 2004 veröffentlicht. Es war das meistverkaufte christliche Debüt-Album einer weiblichen Solokünstlerin dieses Jahres und erntete zwei GMA Nominierungen – sowohl für Female Vocalist of the Year als auch New Artist of the Year. Die beiden Radio-Singles All I Need und Beautiful aus diesem Album erreichten gute Platzierungen in den U.S. Charts. Im Sommer 2004 nahm sie an der Shane & Shane Tour teil und begleitete Bebo Norman auf seiner Tour im Herbst 2004.
Dillon veröffentlichte 2005 ihr zweites Label-Album mit dem Titel Imagination. Sowohl das Debüt-Album als auch der Nachfolger Imagination wurden von Ed Cash (GMA’s 2005 Producer of the Year) produziert, der auch bei einigen Liedern als Co-Autor mitwirkte, während Dillon selbst Autor oder Co-Autor aller Lieder ist, mit Ausnahme der Cover-Version des Klassikers Lead Me On von Amy Grant auf dem Debüt-Album. Im Herbst 2005 teilte sie die Bühne mit Jeremy Camp auf der Restored Tour.
Für ihr drittes Werk im Album-Format mit dem Titel Waking Up wurden zwei weitere Produzenten hinzugezogen: Will Hunt und John Alagía (produzierte auch John Mayer, Dave Matthews Band und Mandy Moore). Es erschien im April 2007. Nach ihrer eigenen Aussage war dies die fröhlichste Platte, die sie gemacht hatte, auch wenn sie sich mit Themen beschäftigt wie Zerbrochenheit und dem Gefühl, sehr sehr klein in der Gegenwart Gottes zu sein. Ende 2007 war Dillon spezieller Gast (Special Guest) bei der Live In This Moment Tour mit Steven Curtis Chapman und Sanctus Real.
Dillon erscheint auch auf dem Soundtrack-Album Music inspired by the Chronicles of Narnia mit dem Lied Hero. Sie bezeichnet sich selbst als Narnia-Fan. Ein Song der CD Imagination namens Dreamer läuft als Filmmusik beim Abspann des gleichnamigen Films (Dreamer - Ein Traum wird wahr). Zu „Dreamer“ wurde auch ein Video-Clip geschaffen mit Elementen des Films.
Sie veröffentlicht selbstgeschriebene, oft sehr persönliche Tagebucheinträge.
Von Februar bis Mai 2008 trat sie bei der Tourfolge Vision of You Tour - I Will Go Tour auf, die durch die USA und Kanada führte, zusammen mit Shane & Shane, Starfield und dem Sprecher und Autor David Nasser. Im Jahr 2008 erschien auch ein Akustik-Album namens So Far: The Acoustic Sessions.
Sie setzt sich für die Arbeit von Gospel for Asia ein, zu deren Projekt in Indien sie 2006 eine Reise unternahm, die sie u. a. zu dem Lied Beggar's Heart inspirierte.
2012 veröffentlichte sie die Live-EP To Those Who Wait, noch unter ihrem alten Künstlernamen Bethany Dillon.
2016 veröffentlichten Dillon und ihr Ehemann Shane Barnard den Song Covenant auf YouTube zusammen mit einer Fundraising Kampagne zur Finanzierung eines neuen Studioalbums. Mit der Hilfe von 860 Unterstützern erschien das Album A Better Word am 10. Februar 2017 unter ihrem neuen Bühnennamen Bethany Barnard im Eigenverlag.

## Diskografie
Alben
- Vulnerable (independent Album) (2002)
- Bethany Dillon (2004)
- Imagination (2005)
- Waking Up (2007)
- So Far: The Acoustic Sessions (2008)
- In Christ Alone: Modern Hymns of Worship (mit Matt Hammitt) (2008)
- Stop& Listen (2009)
- A Better Word (2017) - als Bethany Barnard

 EPs 
- The Beautiful Sessions (2004)
- Connect Sets (2005)
- Top Five Hits: Bethany Dillon (2006)
- So Far: Acoustic Sessions EP (2007/08)
- To Those Who Wait - Live EP (2014)

 Singles 
- All I Need (2004)
- Beautiful (2004)
- Lead Me On (2004)
- O Come, O Come Emmanuel (digital only) (2004)
- God Rest Ye Merry Gentlemen (2005)
- All That I Can Do (2005)
- Hallelujah (2005)
- Dreamer (2006)
- The Kingdom (2007)
- Let Your Light Shine (2007)
- When You Love someone (2007)
- Covenant (nur auf YouTube) (2015)